# Ngan Fai
Ngan Fai (chinesisch 顏輝; * 24. Oktober 1970) ist eine Badmintonspielerin aus Hongkong. 

## Karriere
Ngan Fai nahm 1994 im Damendoppel an den Asienmeisterschaften teil, schied dort jedoch schon in der ersten Runde aus. Im Jahr zuvor war sie bereits Fünfte bei den Ostasienspielen im Doppel geworden. Bei den Brunei Open 1994 wurde sie Dritte in der Endabrechnung des Damendoppels, bei den Hong Kong Open 1993 Fünfte.